# Пяхта (деревня)
Пяхта — деревня в Горском сельском поселении Тихвинского района Ленинградской области.

## История
Деревня Пяхта упоминается на карте западной части России Ф. Ф. Шуберта 1844 года.

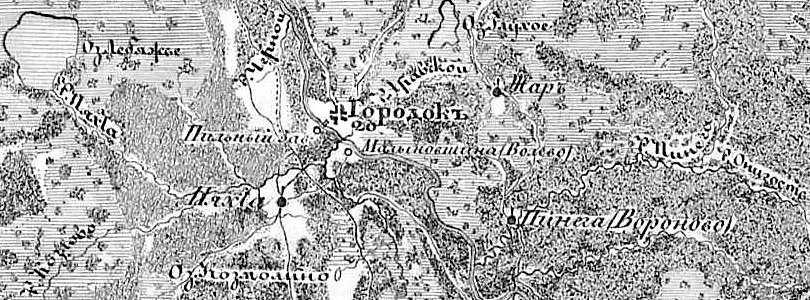
Деревня Пяхта на семитопографической карте Новгородской губернии 1847 года

ПЯХТА — деревня Городинского общества, Пашекожельского прихода.

Крестьянских дворов — 15. Строений — 39, в том числе жилых — 33.

Число жителей по семейным спискам 1879 г.: 45 м. п., 46 ж. п.; по приходским сведениям 1879 г.: 44 м. п., 51 ж. п.

В конце XIX века деревня административно относилась к Новинской волости 2-го стана, в начале XX века к Новинской волости 1-го земского участка 1-го стана Тихвинского уезда Новгородской губернии.
В начале XX века близ деревни находился жальник.

ПЯХТА — деревня Городокского земского общества при реке Пяхта, число дворов — 27, число домов — 46, число жителей: 80 м. п., 70 ж. п.;
Занятие жителей — земледелие и лесные заработки. Часовня. Кожевенный завод. Мелочная лавка. Кузница. (1910 год)

С 1917 по 1918 год деревня входила в состав Новинской волости Тихвинского уезда Новгородской губернии.
С 1918 года в составе Череповецкой губернии.
С 1924 года в составе Прогальского сельсовета.
С 1927 года в составе Городокского сельсовета Тихвинского района.
В 1928 году население деревни Пяхта составляло 251 человек.
Согласно карте Ленинградской области Северо-западного аэрогеодезического треста ГГУ издания 1932 года деревня насчитывала 26 крестьянских дворов. В деревне находились: сельсовет, почта и часовня, к северу от деревни — мукомольная водяная мельница.
По данным 1933 года деревня Пяхта являлась административным центром Городокского сельсовета Тихвинского района, в который входили 12 населённых пунктов: деревни Абросово, Городок, Жары, Имолово, Малонивщина, Павшино, Пинега, Погорелец, Прогаль, Пяхта, Тумище, Чаголино, общей численностью населения 1773 человека.
По данным 1936 года в состав Городокского сельсовета с центром в деревне Пяхта входили 10 населённых пунктов, 288 хозяйств и 8 колхозов.
В 1961 году население деревни Пяхта составляло 158 человек.
По данным 1966 и 1973 годов деревня Пяхта также входила в состав Городокского сельсовета и являлась его административным центром.
По данным 1990 года деревня Пяхта входила в состав Горского сельсовета Тихвинского района.
В 1997 году в деревне Пяхта Горской волости проживали 80 человек, в 2002 году — 84 человека (все русские).
В 2007 году в деревне Пяхта Горского СП — 62 человека.

## География
Деревня расположена в западной части района на автодороге 41К-897 (подъезд к д. Имолово).
Расстояние до административного центра поселения, деревни Горка — 12 км.
Расстояние до ближайшей железнодорожной станции Тихвин — 35 км.
Деревня находится в междуречье Пяхты и Пигая.

## Демография
| 1910 | 1997 | 2007 | 2010 | 2017 |
| ---- | ---- | ---- | ---- | ---- |
| 150  | ↘80  | ↘62  | ↘38  | ↗67  |

### Национальный состав
Согласно данным Всероссийской переписи населения 2021 года в деревне проживали 47 человек, из них:
 русские — 43, молдаване — 1, таджики — 1, узбеки — 1, один человек национальность не указал.

## Предприятия и организации
- Отделение почтовой связи
- Подстанция электросети ОАО «Ленэнерго»

## Улицы
Народная.